# Manostachya ternifolia
Manostachya ternifolia är en måreväxtart som beskrevs av E.S.Martins. Manostachya ternifolia ingår i släktet Manostachya och familjen måreväxter. Inga underarter finns listade i Catalogue of Life.